# Goetghebueria piligera
Goetghebueria piligera är en tvåvingeart som först beskrevs av Jean-Jacques Kieffer 1921.  Goetghebueria piligera ingår i släktet Goetghebueria och familjen fjädermyggor.
Artens utbredningsområde är Tyskland. Inga underarter finns listade i Catalogue of Life.